# Kemaduhbatur
Kemaduhbatur is een bestuurslaag in het regentschap Grobogan van de provincie Midden-Java, Indonesië. Kemaduhbatur telt 3830 inwoners (volkstelling 2010).